# Ridiamoci sopra/Calcio matto
Ridiamoci sopra/Calcio matto è l'ultimo singolo di Franco & Ciccio, pubblicato nel 1982 dalla RCA Italiana.
I due brani furono sigle di programmi televisivi entrambi condotti dalla coppia di comici, il varietà di Canale 5 omonimo e il gioco a quiz Calcio matto, andato in onda invece sulle reti RAI.

## Tracce
- Lato A
  - Ridiamoci sopra
- Lato B
  - Calcio matto